# Luca Di Martino
Luca Di Martino (Palermo, 16 aprile 1975) è un giornalista, saggista e scrittore italiano.

## Biografia
Inizia la sua attività giornalistica subito dopo il diploma, collaborando con alcune piccole realtà televisive locali (Antenna Uno, Tele Rent) e per la rivista dell'allora compagnia aerea Air Sicilia, scrivendo articoli di colore e piccoli reportage di viaggio in Europa.
Si iscrive all'Università degli Studi di Palermo e, quasi contemporaneamente, entra come collaboratore fisso nella redazione del quotidiano Oggi Sicilia. Si laurea in Filosofia con una tesi sull'Estetica dell'immagine e proprio grazie all'inclinazione dei suoi studi, verrà coinvolto dal sociologo Marco Pellitteri, insieme ad altri giovani, nella stesura delle schede tematiche dedicate agli anime del volume Mazinga Nostalgia. La proficua collaborazione continua anche nel volume successivo di Pellitteri, Conoscere l'animazione, che include un contributo critico intitolato “Chi ha paura dei cartoon?” inerente i pregiudizi della stampa italiana nei confronti dell'ondata dei cartoni animati giapponesi sulle tv italiane degli anni '80. Il saggio verrà poi incluso nella versione ampliata di Mazinga Nostalgia del 2018 edita da Tunué per la quale verranno aggiunte anche altre nuove schede.
Nel 2010 scrive (insieme all'autore televisivo Massimo Russo) il suo primo romanzo: Il Canto della Sirena, che racconta la vita e le vicissitudini di una squadra femminile palermitana di pallanuoto.
Nel decennio successivo si concentra sullo studio e sullo sviluppo dell'immagine come medium, lavorando per agenzie specializzate in loghi e identity (come Inarea) e di comunicazione pubblicitaria come la Armando Testa di Torino.
È in questi anni che inizia ad approfondire, anche grazie ai viaggi in Russia, la relazione tra propaganda e pubblicità, sviluppando un saggio breve intitolato Ideologia dell'immagine sovietica. Nel 2020 pubblica una raccolta di racconti: Passepartout - Storie di un portiere notturno in cui le storie di un portiere d'albergo si alternano alle sue riflessioni.
Nel 2022 esce Nel nome del Padre, del Figlio e del Soviet supremo che analizza il sovvertimento dell'icona bizantina da parte delle avanguardie sovietiche al fine di creare una nuova identità immaginifica nella neonata Unione Sovietica e che caratterizzerà una comunicazione viva fino al presente.
Nel 2024 torna al romanzo pubblicando L'isola altrui, nel quale le vicende di un giornalista palermitano in Irlanda si intrecciano con il ricordo dei protagonisti dell'indipendentismo siciliano.
Nel 2025 “L’Isola altrui” viene insignito del premio speciale della giuria al X Concorso internazionale di Poesia e Narrativa “La perla del Tirreno”- Città di Cefalú.
Vive a Roma.

## Opere
- In Mazinga Nostalgia. Storia, valori e linguaggi della Goldrake-generation, di Marco Pellitteri, 1999, Castelvecchi, I ed. Schede critiche.
- In Conoscere l'animazione. Forme, linguaggi e pedagogie del cinema animato per ragazzi, di Marco Pellitteri, 2004, Valore Scuola. Saggio critico: Chi ha paura dei cartoon?
- Il Canto della sirena (con Massimo Russo), 2010, Mursia.
- In Studi sull'Oriente Cristiano. Ideologia dell'Immagine sovietica, 2014, Associazione Angelo-Comneno.
- Passepartout - Storie di un portiere notturno, 2020, Aporema edizioni.
- Nel nome del Padre, del Figlio e del Soviet Supremo - Nascita di una propaganda, 2022, Santelli editore.
- L'isola altrui, 2024, Torri del vento edizioni.